# Merremia hornbyi
Merremia hornbyi är en vindeväxtart som beskrevs av B. Verdcourt. Merremia hornbyi ingår i släktet Merremia och familjen vindeväxter. Inga underarter finns listade i Catalogue of Life.